# Аніноаса
Аніноаса (рум. Aninoasa) — місто у повіті Хунедоара в Румунії. Адміністративно місту також підпорядковане село Іскронь (населення 1986 осіб, 2002 рік).
Місто розташоване на відстані 241 км на північний захід від Бухареста, 64 км на південний схід від Деви, 123 км на північ від Крайови.

## Населення
За даними перепису населення 2002 року у місті проживали 5106 осіб.
Національний склад населення міста:
| Національність            | Кількість осіб | Відсоток |
| ------------------------- | -------------- | -------- |
| румуни                    | 4684           | 91,7%    |
| угорці                    | 260            | 5,1%     |
| цигани                    | 141            | 2,8%     |
| італійці                  | 9              | 0,2%     |
| німці                     | 8              | 0,2%     |
| не вказали національність | 4              | 0,1%     |

Рідною мовою назвали:
| Мова      | Кількість осіб | Відсоток |
| --------- | -------------- | -------- |
| румунська | 4876           | 95,5%    |
| угорська  | 215            | 4,2%     |
| циганська | 12             | 0,2%     |
| німецька  | 3              | 0,1%     |

Склад населення міста за віросповіданням:
| Релігія                             | Кількість осіб | Відсоток |
| ----------------------------------- | -------------- | -------- |
| православні                         | 4284           | 83,9%    |
| римо-католики                       | 381            | 7,5%     |
| п'ятдесятники                       | 149            | 2,9%     |
| реформати                           | 96             | 1,9%     |
| баптисти                            | 40             | 0,8%     |
| греко-католики                      | 34             | 0,7%     |
| унітарії                            | 19             | 0,4%     |
| адвентисти                          | 10             | 0,2%     |
| не релігійні                        | 6              | 0,1%     |
| лютерани (Аугсбурзького сповідання) | 4              | 0,1%     |
| атеїсти                             | 4              | 0,1%     |
| не вказали релігію                  | 2              | < 0,1%   |

## Зовнішні посилання
- Дані про місто Аніноаса на сайті Ghidul Primăriilor [Архівовано 27 лютого 2012 у Wayback Machine.]